# Молина (Верона)
Молина је насеље у Италији у округу Верона, региону Венето.
Према процени из 2011. у насељу је живело 125 становника. Насеље се налази на надморској висини од 593 м.